# Cantone di Junín
Il cantone di Junín è un cantone dell'Ecuador che si trova nella provincia di Manabí.
Il capoluogo del cantone è Junín.